# Tanktastic
Tanktastic — бесплатный (free to play) многопользовательский аркадный симулятор танка, многопользовательский онлайн шутер, посвященный танковым боям на технике послевоенного периода. Проект разрабатывается студией G.H.O.R. Corporation из Лас-Вегаса (США) и являлся её первым самостоятельным проектом.

## Игровой процесс
Суть игры: Вы управляете танком и в зависимости от выбранного режима игры, выполняете поставленные Вам задачи. Задачи включают в себя:  уничтожение танков противника в командном, либо одиночном режиме; захвата контрольных точек;  похищения флагов команды соперника.

## Игровые возможности
После первого входа в игру вам становится доступен стартовый танк. Тип танка зависит от локализации регистрации игрового аккаунта.
В соответствии со страной регистрации, для жителей СНГ будет доступен Т-54, для жителей Азии и Дальнего востока — Type 59, для жителей Северной Америки — T92, для жителей Великобритании и бывших колоний — Centurion, для жителей Польши и Чехословакии — T-34-85, и так далее. Выбор стартового танка обусловлен исторически, игрок получает тот танк, который был принят на вооружение после Второй мировой войны страной локализации его игрового аккаунта.
Вход в бой осуществляется тремя возможными способами:
1. Через кнопку «Случайный бой», отправляющую игрока в игровую комнату случайным образом. Доступная для игры комната выбирается из списка существующих, фильтрация доступности осуществляется путём сравнения уровня комнаты и уровня танка.
2. Выбором комнаты из списка доступных в «Лобби», с возможностью самостоятельного выбора игровой карты и режима игры.
3. Путём создания собственной игровой комнаты с выбором карты и типа сражения.
Попадая в игровую комнату, вам предстоит уничтожать танки противника, захватывать точки и похищать флаги в зависимости от режима игры. Нанося урон противнику, игрок зарабатывает игровой опыт, который позволяет по достижении определённого ранга открыть доступ к новому танку в игровом магазине «Исследования».
Уничтожая танк противника, вы зарабатываете игровую валюту «Серебро», позволяющую совершать покупки техники и усовершенствовать её в разделе «Мастерская».

## Игровые режимы
В игре доступно четыре игровых режима:
- Deathmatch — бой в стиле все против всех, или каждый сам за себя. Победитель определяется в конце игрового раунда. Цель режима — выполнение задания, а именно — уничтожение заданного количества противников за отведенный период времени. Доступное время от 5 до 30 минут. Возможные варианты цели — уничтожение от 5 до 50 танков.
- Team dethmatch — командный бой. Цель боя: выполнение командой боевого задания в виде уничтожения заданного числа танков противника за отведенное время. Доступно от 10 до 30 минут и от 10 до 100 уничтоженных танков.
- Capture the flag — командный режим. Цель — похищение заданного количества флагов противника за отведенное время. Доступное время – от 5 до 30 минут, цель – от 1 до 10 флагов. Смысл режима состоит в проникновении на базу противника, похищении его флага и доставке флага на свою базу.
- Control points — контроль точек, командный режим. Цель режима в получении превосходства над противником путём удержания контрольных точек. Захват осуществляется путём остановки танка на контрольной точки и удержания её в течение некоторого времени, после чего система считает точку захваченной и запускает таймер обратного отсчета времени. В режиме побеждает команда, которая быстрее обнулила счетчик времени противника. Прекращение захвата точки осуществляется наездом и остановкой на захваченной врагом точке. Доступное время игры 5-30 минут, цель (таймер) от 200 — до 3000 секунд.
- Специальная возможность — играя в  комнате для командного боя, игрок имеет возможность активировать режим авиаподдержки. Суть режима проста: на игровой локации случайным образом спаунятся ящики авиаподдержки. Подбирая ящик, на локации появляется штурмовая авиация для поддержки команды игрока, подобравшего ящик. Один ящик — один бот.

## Игровые локации
На сегодняшний день игра имеет 12 игровых локаций и одну локацию для режима обучения. У каждой из них свой неповторимый ландшафт и климатические особенности.
Все локации имеют разную площадь и протяженность. Первая и до сих пор самая популярная игровая локация — «Demomap». Это демонстрационная карта; небольшая площадь (200х200 метров) и сбалансированная застройка маленького военного городка способствуют быстрым, динамичным и прибыльным боям.
Также для игроков доступен мегаполис, нефтяные поля Ближнего Востока, огромная зимняя карта (1000х1000 метров) с маленькой военной частью на крайнем севере, горная долина, маленький европейский городок, джунгли на берегу океана, небольшой завод, военная база, окруженная горами, всемирно известный полигон Алабино и другие.
- DemoMap
- Military
- Oil Field
- City
- Forest
- Winter
- Village
- Jungle
- Industrial
- Alabino
- Wild West
- Arena

В настоящее время ведется разработка новых локаций, в том числе специализированных — для проведения клановых боёв и командных соревнований.

## Игровые комнаты
В игре существуют два типа игровых комнат.
- Открытые — комнаты свободного доступа, вход в которые ограничен уровнем танка игрока. Игровой опыт в этих комнатах начисляется непосредственно в бою за нанесение урона противникам. Размер заработка игровой валюты рассчитывается на сервере после окончания боя.
- Комнаты с паролем — создание доступно игрокам вне зависимости от игрового опыта. Служат для проведения тренировочных и дружеских боев, приватного общения в игровой обстановке, изучения особенностей игровых локаций либо для проведения клановых боёв.

Вход в комнаты с паролем возможен для танков любых уровней и ограничен лишь знанием пароля.
Комнаты с паролем не имеют доходности и не приносят прибыли за проведение боёв.

## Игровая техника
Все игровые юниты условно разделены на три блока.
- Страны НАТО и Европы
- Страны Варшавского договора
- Страны Азии

На данный момент парк техники состоит из 132 единиц включая авиацию и премиумные танки. Ниже приведены типы техники доступные в игре и распределенные по игровым блокам.

#### Техника стран НАТО
- Средние, тяжёлые, лёгкие и основные боевые танки:

М26 Першинг,
М48 Паттон,
T95,
М60,
ОБТ-70,
М1А2 Абрамс,
M1A2 SEP TUSK,
М551 Шеридан,
M8 AGS,
Стингрей,
М1128 Страйкер,
Spähpanzer SP I.C.,
Леопард 1,
Леопард 2,
FV101 Скорпион,
Центурион,
Чифтен,
Челленджер 1,
Челленджер 2,
FV 214 Конкэрор,
AMX-13,
AMX-30,
AMX-32,
АМХ-40,
АМХ-56 Леклерк,
ARL 44,
AMX-50,
AMX-13 F3 AM,
ERC-90,
AMX-10RC,
Ариете,
Strv 74,
Ikv 91,
Grkpbv 90120,
PL-01
- САУ, ЗСУ, РСЗО:

M42 Дастер,
М50 Онтос,
M109 Паладин,
M270 MLRS,
Kanonenjagdpanzer,
VT-1,
PzH 2000,
Strv 103,
Тигр 2,
Maus
- БМП, БТР, ПТРК:

Raketenjagdpanzer 2,
Fv102 Страйкер,
Мардер 1А1,
Пума,
Гепард,
Брэдли
- Техника WW II League:

Тигр,
Pz. II,
Pz. III,
Pz. IV,

#### Техника стран Варшавского договора
- Средние, тяжёлые, лёгкие и основные боевые танки:

ПТ-76,
Т-54,
Т-62,
Т-64А,
Т-72,
Т-80,
Т-90,
Объект 640 Чёрный Орёл,
Т-90МС,
Т-14 Армата,
БМ «Оплот»,
ИС-3,
ИС-4,
ИС-7,
Т-10,
Объект 279,
Т-34,
TR-85M1
- САУ, ЗСУ, РСЗО:

СУ-152 «Таран»,
АСУ-85,
Жало-С,
2С25 Спрут СД,
ЗСУ Шилка,
Град,
ТОС-1А,
2С1 Гвоздика,
2С23 Нона-СВК,
2С31 Вена,
Мста-С
- БМП, БТР, ПТРК:

БРМ-1К,
БМП-3,
БМПТ «Терминатор»,
БТР-4
- Техника WW II League:

КВ-1

#### Техника Азиатского региона
- Средние, тяжёлые, лёгкие и основные боевые танки:

Тип 59,
Тип 62,
Тип 69 II,
Тип 79,
Тип 85,
Ягуар (танк),
Тип 99,
Тип 61,
Тип 74,
Тип 90 (танк),
Тип 10,
M51-Супершерман,
Магах,
Меркава,
K1,
K2 Чёрная Пантера,
Тип 82,
Арджун (танк),
Зульфикар (танк),
- САУ, ЗСУ, РСЗО:

PTZ-89,
K9 Thunder
- БМП, БТР, ПТРК

Type 89 (БМП),
Pereh

## Индекс Боевой Эффективности
- ИБЭ (индекс боевой эффективности танка) — комплексный показатель актуальности танка на определённый момент времени. За временной отрезок взят срок службы танка от момента принятия и до снятия с вооружения. В случае с опытными образцами за срок службы берется время проведения его испытаний. Однако стоит отметить, что верхняя граница срока службы не всегда является поводом для выставления танку высокого уровня ИБЭ.

Это легко пояснить на примере Т—62, который состоит на вооружении некоторых стран и по сей день, но по уровню ТТХ (тактико-технические характеристики) не сопоставим с современными ОБТ (основной боевой танк). В данном случае в дело вступают игровые допущения, ограничивающие срок службы до года проведения последней официальной модернизации.
Комплексность данного показателя заключается в совокупности тактико-технических характеристик танка в разной степени модернизации, логики игрового баланса и как следствие — увеличении числа ИБЭ в процессе проведения модернизаций.
Уровень ИБЭ определяет какие танки могут встретиться на поле боя, а какие нет.
- ИБЭ игровой комнаты — интервал, определяющий нижний и верхний порог значений ИБЭ игровой техники, допущенной к боям в этой комнате.

На текущий момент интервал ИБЭ комнаты равен 14. Это означает, что разница между самым слабым и самым сильным танком в комнате равна четырнадцати ИБЭ.
Соответственно, в комнату 6-20 ИБЭ могут войти танки не менее шестого и не более двадцатого ИБЭ
включительно. ИБЭ игровой комнаты является динамическим показателем, он меняется в зависимости от уровня танков, находящихся в данный момент внутри комнаты. Входящий либо выходящий танк вызывает автоматическое изменение интервала ИБЭ комнаты. Для примера рассмотрим вход танка с ИБЭ равным 17 в игровую комнату с интервалом 10-24. В момент входа танка в комнату верхняя и нижняя границы возрастают, тем самым препятствуя вхождению в комнату более слабых и позволяя войти более сильной технике. Выход приведет к понижению интервала и не позволит входить более сильным.
Динамический баланс комнаты не позволяет иметь абсолютное игровое преимущество в уровне танка на протяжении всей игры, так же повышая шансы на победу игрокам с техникой более низкого уровня.

## Бронирование
В игре реализована система раздельного бронирования. Каждая модель танка имеет свою толщину брони. Толщина брони варьируется в зависимости от места расположения детали и в целом соответствует реальным показателям (имеются незначительные отклонения и игровые допущения). От толщины брони зависит величина наносимого урона.

## Система нанесения урона
Для уничтожения танка противника выбрана относительно простая и понятная широкому кругу игроков аркадная система нанесения урона. Она заключается в том, что каждый снаряд, попадающий в танк, наносит определённый ущерб. Величина ущерба зависит от толщины брони в месте попадания, дистанции стрельбы и угла попадания.
Наносимый ущерб снижает живучесть боевой машины. При достижении отметки живучести в 0 и менее, танк считается уничтоженным.
- Для разнообразия геймплея в игре присутствуют рикошеты, имитирована работа противокумулятивных экранов, динамической защиты и комплексов активной защиты танков. Это приводит к вероятности отражения попаданий, увеличивая шансы на выживание. Вероятность рикошета возрастает в случае попадания под углом 70 градусов и менее. Чем меньше (острее) угол, тем выше вероятность. Вероятность противодействия (срабатывания) вспомогательных систем защиты танка, в зависимости от предусмотренных для него систем и уровня их апгрейда, находится в интервале 10-20% для каждого попадания.

## Модули
Система модулей танка — это критические точки в его конструкции, поражение которых приводит к частичной потери функциональности танка и/или нанесению значительного урона живучести.
- Модуль гусеницы — повреждение приводит к прекращению вращения пораженной гусеницы на определённый промежуток времени, за который осуществляется её ремонт.
- Модуль орудия — приводит к временной потере возможности стрелять.
- Модуль боеукладки — сильный разовый урон с возможностью отстрела заряженного снаряда, но без возможности перезарядки до истечения срока ремонта.
- Модуль двигателя башни — потеря возможности осуществлять горизонтальное наведение орудия.
- Двигатель — сильный разовый урон, временная неспособность продолжать движение и высокая вероятность пожара, снижающего живучесть танка на всем протяжении горения.

## Историчность и реалистичность проекта «Tanktastic»
Несмотря на то, что игра в первую очередь является танковой аркадой с основным управлением танком от третьего лица и проведением танковых боев в малых замкнутых пространствах, разработчик по мере возможности постарался внести элементы симулятора танка. Одним из таких элементов является «снайперский» прицел — вид от первого лица из прицельных приспособлений с места командира, либо наводчика танка. Для создания атмосферы и усиления эффекта присутствия вид сквозь танковый прицел без зуммирования, помимо прицельной марки, показывает части конструкций танка попадающие в поле зрения. Зуммирование осуществляется тапом по областям экрана находящимся справа и слева от прицела.
- Реалистичность моделей танков. Все интегрируемые в игру танки внешне соответствуют прототипам, существовавшим в реальной жизни и выпущенным как минимум в единичном экземпляре в виде испытательного образца (не путать с компоновочным макетом).
- Тактико-технические характеристики танков. За основу баланса игровой техники берутся реальные тактико-технические характеристики прототипов, находящиеся в свободном доступе с контролем и сверкой данных из нескольких источников (по возможности). В случае отсутствия необходимых данных, их моделируют по типу наиболее близких моделей, узлов и агрегатов.

Несмотря на это, в игре существует ряд ограничений, требующих внесения изменений некоторых реальных ТТХ. Они продиктованы балансом игрового комфорта и сложности игры. К примеру скорострельность всех игровых танков увеличена для повышения динамики боёв, а максимальная скорость движения снижена, так как может привести к существенному дискомфорту вплоть до полной невозможности вести прицельную стрельбу по целям, движущимся на скорости свыше 67 км/ч.
- Реалистичность системы повреждений и урона. Ввиду невозможности произведения расчётов бронепробития и физики проникновения одного материала в другой в мобильной игре, а также в связи с аркадным уклоном геймплея, система урона основана на утверждении, что любой малокалиберный снаряд (не менее 20-мм), выпущенный с имеющихся в игре дистанций, способен нанести ущерб и снизить живучесть боевой машины. Таким уроном может быть как пробитие бортовой/кормовой брони (в отдельных случаях лобовой брони легко бронированной техники), так и повреждение, вызванное образованием осколков в заброневом объёме, повреждения и вывод из строя наружных приборов наблюдения/прицеливания, связи, активных и динамических защит, гусениц, наружных баков и тому подобных элементов. Сумма подобных повреждений снижает шансы на выживание и даже без уничтожения может привести к полной либо временной потере танка как боевой единицы на поле боя. Основанием такого утверждения служат данные бронепробития скорострельных малокалиберных орудий, к примеру, 30-мм пушка 2А42.

## Коммуникации и социальная составляющая
Коммуникации играют весомую роль в развитии проекта «Танктастик». В игре реализованы различные возможности для свободного общения игроков.
После достижения 10 000 очков игрового опыта игроку становятся доступны:
- Чат лобби — для общения игроков разных стран. Основной язык английский.
- Локальный чат — чат национальной локации, свой для каждого из 21 языков, представленного в игре.
- Чаты игровых комнат — для смешанного общения на доступных пользователям языках без ограничения.
- Чат клана — чат игроков, объединённых социальной ячейкой «клан» и доступный для общения только для участников этой группы.
- Личные сообщения — возможность приватной переписки с пользователями, находящимися в списке друзей.
- Голосовой чат в игровых комнатах — доступен игрокам после установки модуля «радиостанция» на танк. Радиостанция имеет возможность настройки частоты и позволяет вести приватные беседы в режиме push-to-talk между одним, либо несколькими игроками, у которых присутствуют установленные радиостанции и выставлена соответствующая частота.

Поддержка общения вне игры и связь с администрацией/разработчиками происходит на двух официальных форумах — Русскоязычном и Англоязычном, в официальной группе ВКонтакте и фан-группах игры, на форуме 4pda, а также в Фейсбук.
Прямая связь с разработчиком и службой поддержки осуществляется через официальный сайт игры и магазины приложений для Android и IOS .

## История
В сентябре 2012 года состоялся дебютный релиз игры в Play Market. Первоначально игра вышла в жанре футуризм, первые танки лишь отдаленно напоминали реально существующие модели.
На форуме 4PDA создаётся тема для обсуждения проекта и связи с игроками. Первые шесть обновлений не внесли особых изменений в игру и были направлены на исправление ошибок и повышение стабильности.
Седьмая версия игры принесла первые значительные изменения. Принимается решение о смене игрового движка Stonetrip Shiva3D на Unity 3D как более перспективный. Регулярное общение с первыми пользователями игры позволило разработчику более глубоко взглянуть на потребности целевой аудитории и косвенно повлияло на принятие ещё одного важного решения. Таким решением стал уход от линии футуризма и переход к реализму.
В январе 2013 года в игру вводятся первые восемь танков, имеющих реальные прототипы, что стало отправной точкой в развитии новой концепции игры. В дальнейшем плодотворное сотрудничество разработчика и потребителя выливалось в различные нововведения и новые игровые возможности. Игровое сообщество внесло немалый вклад в развитие и облик игры, принимая активное участие в тестировании обновлений и поиске скрытых проблем.
В июне 2013 года происходит обновление игрового движка до версии Unity 4, а также замена серверной части. Все это позволило улучшить визуальные составляющие, улучшить эффекты и повысить стабильность работы приложения.
В августе того же года происходит ещё одно важное событие — изменение в системе нанесения урона, танки получают раздельное бронирование. Теперь танковая дуэль становится более непредсказуемой и её исход сложно угадать заранее. Экономика игры также претерпела значительные изменения — ввод второй валюты навсегда разделил игровой доход и внутренние покупки за реальные деньги, серебро как основная валюта зарабатывается за участие в боях и уничтожение танков, золото — вспомогательная, доступная к покупке за реальные деньги, либо выдающаяся разово при достижении нового ранга.
Так же добавляются премиум аккаунты, позволяющие ускорить процесс набора игрового опыта и увеличить доход. Премиум аккаунты работают по схеме — +50 % опыта и серебра к каждому проведенному бою в течение всего срока действия премиум аккаунта.
Ранги вводятся в этом же обновлении и представляют собой военные звания, каждое из них присваивается при наборе определённого количества игровых очков и открывает новую технику, доступную к покупке.
В январе 2014 года в игровой механике и геймплее появляются ещё одни значимые изменения — вводятся различные типы снарядов, аналогичные реально существующим, вводятся Танковые Управляемые Ракеты , РЗСО и САУ. В противовес самонаводящимся ракетам появляется важнейшая игровая деталь — Дымовые Гранаты, позволяющие скрыть танк за завесой дыма и имеющие шанс отклонения управляемых ракет.
Проводится удачный эксперимент по внедрению воды на одну из карт и как следствие — появление полноценно плавающего танка ПТ-76.
Нужно отметить, что все эти экспериментальные нововведения были одними из первых внедренных на мобильных платформах, до этого времени в танковых аркадах для Андроид устройств не было техники такого класса. Даже несмотря на весьма скромные размеры игровых локаций, разработчику удалось создать приемлемый комфорт в использовании артиллерии.
Важным моментом развития проекта стало превышение рубежа в один миллион скачиваний из магазина приложений Google Play, достижение рейтинга 4.3 без учёта скачиваний со сторонних ресурсов и магазина приложений iTunes Store
Февраль 2014 года вносит в геймплей ещё одно новшество в индустрии мобильных игр — ночные бои с динамическим изменением времени суток. Танки получают приборы ночного видения. Последующие обновления приносят новые особенности и возможности, такие как голосовая связь, система повреждаемых модулей, динамическая и активная защита современных ОБТ, рейтинги игроков, штурмовая авиация для поддержки команд и конечно же новые игровые локации, новые режимы игры и новые виды боевой техники.
С конца октября 2014 года начинается полное переосмысление проекта и закладывается основа для самых значительных изменений, что в январе 2015 года приводит к старту проекта Tanktastic 2.0.
28 ноября 2016 года выходит версия 2.0 с переработанной графикой, физикой и множеством значительных изменений. После глобального обновления игра продолжает развиваться.
Примечание: обновления, не включённые в описания, носили сугубо отладочный характер и в основном исправляли проблемы игры, не внося каких либо существенных нововведений и изменений.

## Известные проблемы проекта Tanktastic
На всех стадиях развития проекта основными проблемами были небольшое количество команды разработчиков (на сегодняшний день 12 человек, включая техподдержку) и относительно невысокий начальный уровень профессионализма, значительно возросший по сравнению со стартом проекта в 2012 году, а также полное отсутствие какой либо рекламы, низкая коммерциализация проекта.
Самые распространенные проблемы приложения:
- Высокий порог входа в игру — отсутствие фильтра по игровому опыту снижает порог входа потенциальных игроков в игру. Самая распространенная проблема регистрации «ошибка сети» в подавляющем большинстве случаев происходит из-за неправильного ввода учётных данных. Например, электронный адрес содержит критическую ошибку в наличии дополнительных точек, либо указывается без окончаний (ru, com, ua и так далее). Пароль, содержащий менее 4 символов, также приводит к сбою регистрации.
- Проблемы оптимизации и производительности — связаны с поддержкой бюджетных игровых устройств и их огромного разнообразия.
- Относительно невысокий уровень графики и эффектов — следствие ограничений, накладываемых бюджетными устройствами.
- «Неверно введен логин/пароль» — самая распространенная проблема среди пользователей, часто переходящих с одного игрового аккаунта на другие. При условии регистрации игрока с соблюдением корректности ввода электронной почты, проблема легко устранима путём «сброса пароля» — сервер высылает письмо для замены старого пароля на новый, таким образом восстанавливая доступ.

Обзоры и рецензии
- статья Mail.ru, самые интересные игры про танки
- обзор игры от сайта stopgame
- обзор игры от 3D news
- рейтинг Mail.ru, самые популярные танки в мобильных играх
- обзор игры на сайте root-nation